# Relations entre la France et Kiribati
Les relations entre la France et Kiribati font référence aux relations bilatérales entre la France et Kiribati. La France entretient des relations diplomatiques avec les Kiribati depuis 1982 ; Kiribati est devenu une république indépendante en 1979, après la scission de l’ancienne colonie britannique des Îles Gilbert et Ellice.
La France est représentée par un ambassadeur résident à Suva depuis 1980, également accrédité auprès de Nauru, des Tuvalu, des Tonga, alors que les Kiribati n'ont pas de représentation diplomatique en France mais le pays a un consulat honoraire à Bruxelles qui couvre aussi la France.
Kiribati est membre du Forum des îles du Pacifique tout comme la Nouvelle-Calédonie et la Polynésie française (membres à part entière depuis 2016) ; la France est aussi un des membres fondateur de la Commission du Pacifique Sud, organe de coopération technique et d’expertise qui permet de mobiliser les fonds internationaux.

## Histoire
La relation commerciale entre les deux pays est presque inexistante, à l’exception de quelques flux ponctuels.
En 1995, le gouvernement des Kiribati suspend brièvement ses relations diplomatiques avec la France en signe de protestation contre les essais nucléaires français à Mururoa en Polynésie française.
Le président Anote Tong s’est rendu à Paris dans le cadre du IVe Sommet France-Océanie le 30 novembre 2015, ainsi qu’à la COP 21.
Kourabi Nemen, vice-Président des Kiribati, s’est rendu à Nouméa en janvier 2017 tandis que le président Taneti Maamau s’est déplacé en février 2017 à Papeete, où il a été reçu par le vice-Président de la Polynésie française, Teva Rohfritsch.
En mai 2018, Teburoro Tito, représentant permanent de la République des Kiribati auprès des Nations Unies et ancien président de la République, a représenté les Kiribati à Nouméa le 4 mai 2018 au Dialogue de haut-niveau sur le changement climatique présidé par le Président de la République.